# もんだいガール
「もんだいガール」は、2015年3月18日に発売されたきゃりーぱみゅぱみゅのシングル楽曲。他人の成功を妬み、オリジナリティを否定する傾向にある日本社会を痛烈に風刺した作品となっている。

## 概要
きゃりーは表題曲を「これまでにない、かっこいいサウンドと、攻撃的な歌詞」「これまでのファンタジーでラブリーな曲とは違い、かっこいい尖った感じ」と表現しており、拍打ちのビートをベースに、口ずさみやすいポップでカラフルなメロディとなっている。
この曲はテレビドラマ『問題のあるレストラン』の主題歌として中田ヤスタカが書き下したものであり、中田はきゃりーからそのアーティストとしての強い想いを聞いた上で、きゃりーの曲としては初めて歌詞先行で曲を制作した。ドラマのプロデューサーの清水一幸は主題歌にきゃりーを選んだ理由について、きゃりーがまだドラマ主題歌をやったことがないこと、ドラマの舞台が原宿・表参道であることを挙げた。
曲の公開後、ネットでは「イントロがファイナルファンタジーシリーズの戦闘曲と似ている」という声が上がったが、音楽評論家の四方宏明は「ワンフレーズ引用」レベルとしながら、Perfume の「引力」（2006年）や MEG の「MAGIC」（2008年）で「グラディウス」からの借用が見られたり、北陸新幹線の金沢駅発車メロディ（2015年）で「影の伝説」の BGM との類似が見られる点を踏まえて、「中田ヤスタカはゲーム音楽が好きである」「なんらかの影響を受けている」「時には引用する可能性は高い」という見方を示した。
桑田佳祐は自身のラジオ番組「桑田佳祐のやさしい夜遊び」内の企画「桑田佳祐が選ぶ2015年邦楽ベスト20」で表題曲を7位にしている。
2022年には、きゃりーの歌手デビュー10周年を記念し、経営難の銚子電気鉄道を「問題がある(＝もんだいガール)」に見立てたコラボレーションを行った。

## 収録曲
1. もんだいガール [4:36]
  - フジテレビ系ドラマ 木曜劇場『問題のあるレストラン』主題歌
2. KISEKAE [4:06]
  - 任天堂「Newニンテンドー3DS」CMソング
3. MY ROOM [4:34]
  - CHINTAI CMソング
4. CANDY CANDY -Remix- [4:32]
5. もんだいガール (Instrumental) [4:36]
6. KISEKAE (Instrumental) [4:06]
7. MY ROOM (Instrumental) [4:34]

初回限定盤は2014年のツアーの様子を収めた DVD「きゃりーぱみゅぱみゅ 2014 LIVE SELECTION」（全9曲）が付き、7インチアナログサイズジャケット仕様になっている。また通常盤の初回プレス分にはステッカーが封入された。

## アートワーク
アートワークは初回盤・通常盤とも、赤、青、緑、黄のシンプルな色使いの衣装を着た8人のきゃりーが配されている。初回盤は、全員がカメラを構えたパパラッチというもの。通常盤は、寝転がりながら足上げをしてスカートからパンツが丸見えになっていたり、ズボンを下ろして仁王立ちになったりと過激なポーズが目立つ“もんだいガール”状態だが、むしろ健康的な爽やかさを感じさせるものになっている。CDアートワーク・クレジットは以下の通り。
- アートディレクター、デザイナー - STEVE NAKAMURA

## ミュージックビデオ
ミュージックビデオは3つの世界に生きる「強い女性」を三者三様に描いている。冒頭に出てくるのは、全身ピンクのドレスを着てパパラッチに追われるセレブ風女優のきゃりー。次に出てくるのは、外国人ダンサーを従えてパステル調の衣装で自由奔放に踊るきゃりー。三番目は、黒づくしのモード感あふれる衣装をまとって壮大なアニメーション世界で戦うきゃりー。また随所で、きゃりーらしいユーモアのある問題行動シーンが描かれる。
きゃりーはデビュー前から親交があるスタッフと企画段階から入念に打合せを重ね、2015年2月に朝の8時から丸24時間かけてミュージックビデオの撮影を行なった。まず酷寒の都内の屋外で、きゃりー自らの発案という「キューティ・ブロンド」をイメージしたセレブ衣装での撮影。子犬のぬいぐるみや外ハネのブロンドヘアでセレブらしさを強調した。次に神奈川のスタジオに移って、メインとなるパステル調の衣装での撮影。淡いピンクや薄い黄色で可愛らしさを出しながらも、「強い女性」というコンセプトを生かすために鋭角的なシェイプのアイテムを複雑にあしらって、アート性を生み出している。またアニメシーンで使われる黒づくめの衣装では、今までのきゃりーにないワイルドな奇抜さを表現した。外国人ダンサーを起用するのは今回が初めてであり、振付の合わせで手間取る一幕もあった。
ビデオではきゃりーがトランシーバー風マイクで歌うシーンが出てくるが、これは交際中の Fukase の「Dragon Night」を意識した演出であることはきゃりー自身も認めており、「私自身の事や世間で話題になった事をいかにユニークにいれるかがポイントでした」「中田ヤスタカさんや田向監督とお話して“やっぱきゃりーはこうでいかないと”とゆう事で結構ギリギリのシーンがたくさん」とコメントした。
ミュージックビデオの制作スタッフは次の通り。
- 演出・監督 - 田向潤
- スタイリスト - 飯嶋久美子